# Mistrovství světa v ledním hokeji 1991

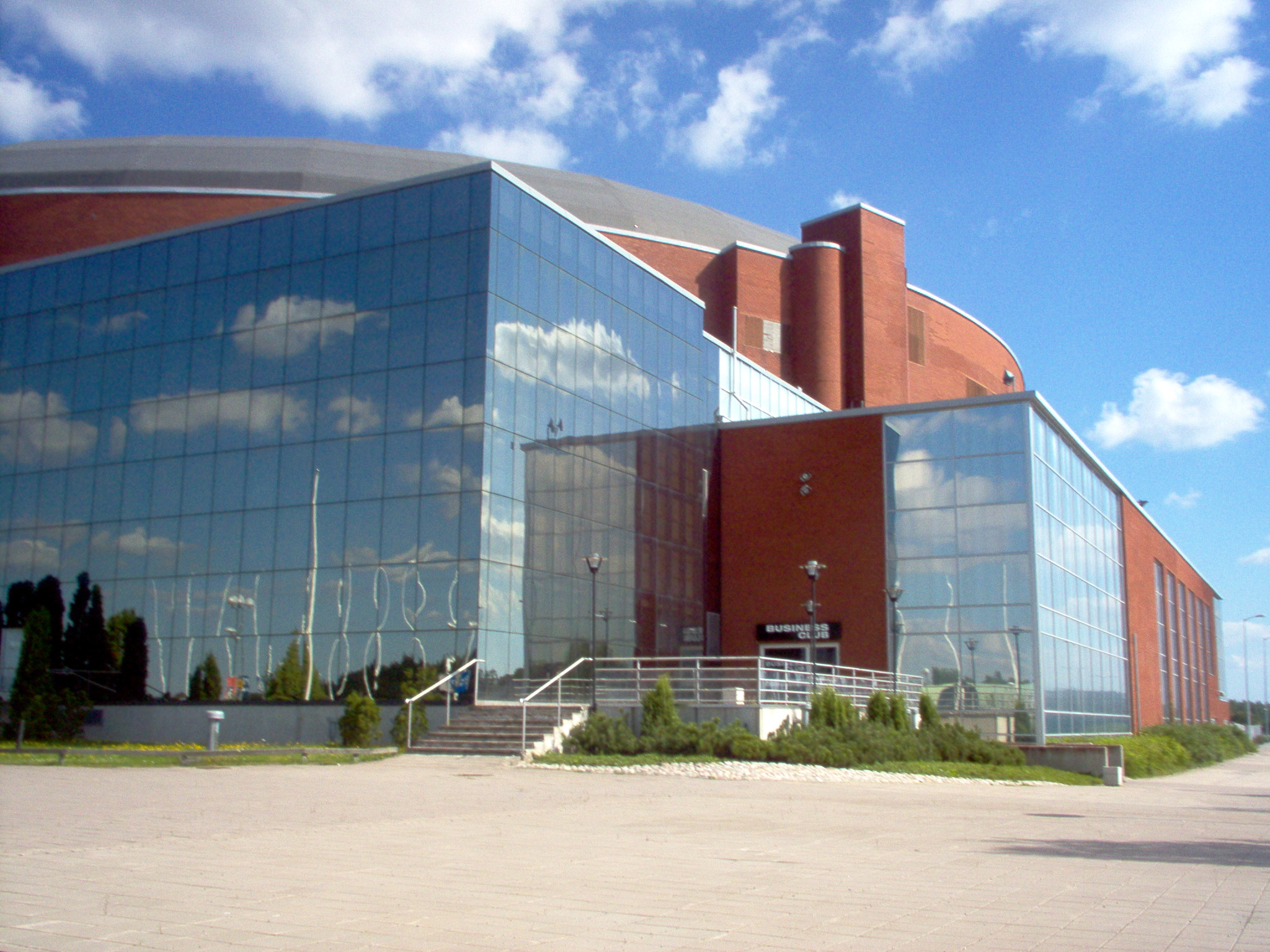
Hokejová aréna Turkuhalli v Turku

55. Mistrovství světa a 66. Mistrovství Evropy v ledním hokeji  se konalo ve Finsku v Turku, Helsinkách a Tampere ve dnech 19. dubna – 4. května 1991. Osm týmů hrálo systémem každý s každým. Čtyři nejlepší výběry hrály poté ještě jednou každý s každým. Mistrovství vyhrál popáté v historii výběr Švédska. Hokejisté SSSR se stali po sedmadvacáté mistry Evropy.

## Výsledky a tabulky

### Základní část
|    |           | URS  | SWE | CAN | USA  | FIN | TCH | SUI | GER | V | R | P | Skóre | B  |
| 1. | SSSR      | ***  | 5:5 | 5:3 | 12:2 | 3:0 | 6:2 | 3:1 | 7:3 | 6 | 1 | 0 | 41:16 | 13 |
| 2. | Švédsko   | 5:5  | *** | 3:3 | 4:4  | 4:4 | 2:1 | 4:3 | 8:1 | 3 | 4 | 0 | 30:21 | 10 |
| 3. | Kanada    | 3:5  | 3:3 | *** | 4:3  | 5:3 | 3:4 | 3:0 | 3:2 | 4 | 1 | 2 | 24:20 | 9  |
| 4. | USA       | 2:12 | 4:4 | 3:4 | ***  | 2:1 | 4:1 | 4:2 | 4:4 | 3 | 2 | 2 | 23:28 | 8  |
| 5. | Finsko    | 0:3  | 4:4 | 3:5 | 1:2  | *** | 2:0 | 6:1 | 6:0 | 3 | 1 | 3 | 22:15 | 7  |
| 6. | ČSFR      | 2:6  | 1:2 | 4:3 | 1:4  | 0:2 | *** | 4:1 | 7:1 | 3 | 0 | 4 | 19:19 | 6  |
| 7. | Švýcarsko | 1:3  | 3:4 | 0:3 | 2:4  | 1:6 | 1:4 | *** | 5:2 | 1 | 0 | 6 | 13:26 | 2  |
| 8. | Německo   | 3:7  | 1:8 | 2:3 | 4:4  | 0:6 | 1:7 | 2:5 | *** | 0 | 1 | 6 | 13:40 | 1  |

- ČSFR = Česká a Slovenská federativní republika (bývalé Československo)

 ČSFR -  Finsko	0:2 (0:0, 0:1, 0:1)
19. dubna 1991 (15:00) – Turku (Typhoon)

Branky a nahrávky Finska: 26:07 Mika Nieminen (Ville Sirén, Jari Kurri), 50:42 Esa Keskinen (Teemu Selänne).

Rozhodčí: Dave Lynch (CAN) – Francis Reppa (CAN), Scott Zelkin (USA)

Vyloučení: 4:5 (0:1)

Diváků: 10 000
ČSFR: Petr Bříza – Jiří Šlégr, František Musil, Stanislav Medřík, Leo Gudas, Bedřich Ščerban, Josef Řezníček – Libor Dolana, Jiří Kučera, Petr Vlk – Ľubomír Kolník, Radek Ťoupal, Jiří Doležal – David Volek, Bobby Holík, Ladislav Lubina – Petr Rosol, Robert Reichel, Richard Žemlička.
Finsko: Markus Ketterer – Hannu Virta, Ville Sirén, Timo Jutila, Teppo Numminen, Arto Ruotanen, Jyrki Lumme – Jari Kurri, Mika Nieminen, Hannu Järvenpää – Teemu Selänne, Esa Keskinen, Raimo Summanen – Timo Peltomaa, Christian Ruuttu, Pauli Järvinen – Pekka Tuomisto, Teppo Kivelä, Pekka Tirkkonen.
 Kanada –  USA 	4:3 (1:1, 1:1, 2:1)
19. dubna 1991 (15:00) – Helsinky (Helsingin jäähalli)

Branky Kanady: 10. Joe Sakic, 25. Joe Sakic, 50. Russ Courtnall, 53. Russ Courtnall.

Branky USA: 10. Danton Cole, 36. Brian Mullen, 50. Shawn McEachern.

Rozhodčí: Jiří Lípa (TCH) – Johan Enestedt (SWE), Christer Lärking (SWE)

Vyloučení: 2:2 (0:0, 1:0)

Diváků: 5 900
 SSSR –  Švýcarsko	3:1 (1:0, 1:1, 1:0)
19. dubna 1991 (19:00) – Turku (Typhoon)

Branky SSSR: 12. Sergej Němčinov, 25. [Valerij Kamenskij, 56. Ilja Bjakin.

Branky Švýcarska: 21. Joerg Eberle.

Rozhodčí: Bernd Schnieder (GER) – Jyrki Ingman (FIN), Janne Rautavuori (FIN)

Vyloučení: 4:3 (1:0)

Diváků: 6 000
 Švédsko –  Německo	8:1 (3:0, 2:0, 3:1)
19. dubna 1991 (19:00) – Helsinky (Helsingin jäähalli)

Branky Švédska: 4. Håkan Loob, 7. Mats Näslund, 8. Peter Andersson, 32. Nicklas Lidström, 35. Jonas Bergkvist, 45. Kjell Samuelsson, 53. Charles Berglund, 59. Johan Garpenlöv.

Branky Německa: 49. Bernd Wagner.

Rozhodčí: Seppo Mäkelä (FIN) – Šamil Šakirov (URS), Sergej Feofanov (URS)

Vyloučení: 5:4 (1:0)

Diváků: 5 516
 Finsko –  Švédsko 	4:4 (3:2, 1:0, 0:2)
20. dubna 1991 (15:00) – Helsinky (Helsingin jäähalli)

Branky Finska: 9. Teemu Selänne, 15:48 Ville Siren, 18. Jari Kurri, 21. Jari Kurri.

Branky Švédska: 7. [Mikael Johansson, 19:42 Mats Sundin, 59:08 Mats Sundin, 59:23 Mats Sundin.

Rozhodčí: Nikolaj Morozov (URS) – Francis Reppa (CAN), Richard Schütz (GER)

Vyloučení: 9:5 (1:0)

Diváků: 8 600
 Kanada –  Švýcarsko	3:0 (0:0, 2:0, 1:0)
20. dubna 1991 (15:00) – Turku (Typhoon)

Branky Kanady: 25. Joe Sakic, 33. Geoff Courtnall, 58. Trent Yawney.

Rozhodčí: Tor Hansen (NOR) – Josef Furmánek (TCH), Scott Zelkin (USA)

Vyloučení: 5:5

Diváků: 6 500
 ČSFR -  USA 	1:4 (0:3, 1:0, 0:1)
20. dubna 1991 (19:00) – Helsinky (Helsingin jäähalli)

Branky a nahrávky ČSFR: 35:00 František Musil (Jiří Šlégr).

Branky a nahrávky USA: 6:26 Todd Krygier (Jeremy Roenick), 10:21 Eric Weinrich (Jeremy Roenick), 14:15 Danton Cole (Kevin Miller), 44:51 Todd Krygier (Tony Amonte, Craig Wolanin).

Rozhodčí: Borje Johansson (SWE) – Šamil Šakirov (URS), Sergej Feofanov (URS)

Vyloučení: 6:8 (1:1)

Diváků: 8 400
ČSFR: Petr Bříza – Jiří Šlégr, František Musil, Stanislav Medřík, Leo Gudas, Bedřich Ščerban, Josef Řezníček – Libor Dolana, Jiří Kučera, Petr Vlk – Petr Rosol, Robert Reichel, Jiří Doležal (5. Ladislav Lubina) – David Volek, Bobby Holík, Ladislav Lubina (5. Josef Beránek) – Ľubomír Kolník, Radek Ťoupal, Richard Žemlička.
USA: John Vanbiesbrouck – Maurice Mantha, Craig Wolanin, David Williams, Guy Gosselin, Eric Weinrich, David Tretowicz – Douglas Brown, Thomas Fitzgerald, Michael McNeill – Brian Mullen, Kevin Miller, Danton Cole – Tony Amonte, Jeremy Roenick, Todd Krygier – Shawn McEachern, David Emma, Joseph Sacco.
 SSSR –  Německo 	7:3 (1:0, 2:1, 4:2)
20. dubna 1991 (19:00) – Turku (Typhoon)

Branky SSSR: 10. Pvel Bure, 25. Valerij Kamenskij, 34. Andrej Lomakin, 46. Valerij Kamenskij, 53. Alexej Žamnov, 55. Pavel Bure, 57. Andrej Lomakin.

Branky Německa: 29. [Dieter Hegen, 49. Günter Oswald, 60. Andreas Pokorny.

Rozhodčí: Don Adam (USA) – Roland Stalder (SUI), Johan Enestedt (SWE)

Vyloučení: 6:10 (2:1)

Diváků: 2 000
 Kanada –  Německo	3:2 (1:1, 1:0, 1:1)
22. dubna 1991 (15:00) – Turku (Typhoon)

Branky Kanady: 16. Steve Konroyd, 38. Geoff Courtnall, 49. Theoren Fleury.

Branky Německa: 17. Michael Rumrich, 48. Thomas Brandl.

Rozhodčí: Nikolaj Morozov (URS) – Roland Stalder (SUI), Christer Lärking (SWE)

Vyloučení: 3:2

Diváků: 1 500
 Finsko –  SSSR 	0:3 (0:1, 0:1, 0:1)
22. dubna 1991 (15:00) – Helsinky (Helsingin jäähalli)

Branky SSSR: 5. Vjačeslav Fetisov, 26. Vjačeslav Bucajev, 58. Alexandr Semak.

Rozhodčí: Jiří Lípa (TCH) – Scott Zelkin (USA), Richard Schütz (GER)

Vyloučení: 6:6 (1:0) + Hannu Järvenpää 10 min.

Diváků: 8 600
 ČSFR -  Švýcarsko	4:1 (1:0, 3:1, 0:0)
22. dubna 1991 (19:00) – Turku (Typhoon)

Branky a nahrávky ČSFR: 5:27 Leo Gudas (Petr Rosol), 29:10 Robert Reichel (Petr Rosol, Jiří Doležal), 38:11 Ladislav Lubina (Bobby Holík), 38:21 Ľubomír Kolník (Richard Žemlička).

Branky a nahrávky Švýcarska: 21:07 Gil Mondandon (Sven Leuenberger).

Rozhodčí: Bernd Schneider (GER) – Jyrki Ingman (FIN), Janne Rautavuori (FIN)

Vyloučení: 7:6 (0:0)

Diváků: 2 500
ČSFR: Petr Bříza – Jiří Šlégr, František Musil, Stanislav Medřík, Leo Gudas, Bedřich Ščerban, Richard Šmehlík, Josef Řezníček – Libor Dolana, Jiří Kučera, Petr Vlk – Petr Rosol, Robert Reichel, Jiří Doležal – David Volek, Bobby Holík, Ladislav Lubina – Ľubomír Kolník, Radek Ťoupal, Richard Žemlička.
Švýcarsko: Renato Tosio – Sandro Bertaggia, Samuel Balmer, Sven Leuenberger, Martin Rauch, Doug Honegger, Richard Tschumi, Andreas Beutler – Joerg Eberle, Alfred Lüthi, Andreas Ton – Tomáš Vrabec, Gil Montandon, Patrick Howald – Petr Jaks, Christian Weber, Manuele Celio – Raymond Walder, Andre Roetheli, Roberto Triulzi.
 Švédsko –  USA 	4:4 (1:2, 2:1, 1:1)
22. dubna 1991 (19:00) – Helsinky (Helsingin jäähalli)

Branky Švédska: 2. Kenneth Kennholt, 22. Håkan Loob, 31. Jonas Bergkvist, 60. Mats Sundin.

Branky USA: 9. Brian Mullen, 12. [Kevin Miller, 40. [Tony Amonte, 49. Jeremy Roenick.

Rozhodčí: Aeppo Mäkelä (FIN) – Josef Furmánek (TCH), Francis Reppa (CAN)

Vyloučení: 5:7 (1:1)

Diváků: 7 800
 ČSFR -  Německo		7:1 (2:1, 2:0, 3:0)
23. dubna 1991 (15:00) – Turku (Typhoon)

Branky a nahrávky ČSFR: 13:59 Bobby Holík (Bedřich Ščerban), 19:16 Radek Ťoupal (Bedřich Ščerban), 33:56 Jiří Šlégr (Robert Reichel), 39:59 Robert Reichel (Jiří Doležal, Petr Rosol), 44:34 Josef Beránek (Jiří Kučera), 48:42 Petr Rosol, 57:15 David Volek (Josef Řezníček, Petr Bříza).

Brankya nahrávky Německa: 7:51 Thomas Brandl (Dieter Hegen).

Rozhodčí: Dave Lynch (CAN) – Jyrki Ingman (FIN), Sergej Feofanov (URS)

Vyloučení: 10:8 (2:1)

Diváků: 1 700
ČSFR: Petr Bříza – Jiří Šlégr, František Musil, Stanislav Medřík, Bedřich Ščerban, Richard Šmehlík, Josef Řezníček – Libor Dolana, Jiří Kučera, Petr Vlk – Petr Rosol, Robert Reichel, Jiří Doležal – David Volek, Bobby Holík, Ladislav Lubina – Ľubomír Kolník, Radek Ťoupal, Richard Žemlička – Josef Beránek.
Německo: Helmut de Raaf – Udo Kießling, Andreas Pokorny, Andreas Niederberger, Michael Schmidt, Marco Rentzsch, Bernd Wagner, Jörg Mayr, Jan Schertz – Thomas Brandl, Ernst Köpf, Alex Kammerer – Bernd Trunschka, Peter Draisaitl, Dieter Hegen – Thomas Werner, Markus Berwanger, Raimund Hilger –[Günter Oswald, Michael Rumrich, Mario Naster.
 Kanada –  Finsko		5:3 (0:0, 4:2, 1:1)
23. dubna 1991 (15:00) – Helsinky (Helsingin jäähalli)

Branky Kanady: 21. Doug Lidster, 25. Steve Thomas, 29. Theoren Fleury, 33. Steve Thomas, 56. Stephen Larmer.

Branky Finska: 25. Mika Nieminen], 39. Hannu Järvenpää, 41. Jari Kurri.

Rozhodčí: Don Adam (USA) – Johan Enestedt (SWE), Christer Lärking (SWE)

Vyloučení: 11:8 (1:1)

Diváků: 8 600
 Švédsko –  Švýcarsko	4:3 (1:2, 3:1, 0:0)
23. dubna 1991 (19:00) – Turku (Typhoon)

Branky Švédska: 9. Mats Näslund, 24. [Johan Garpenlöv, 25. Fredrik Stillman, 38. Johan Garpenlöv.

Branky Švýcarska: 17. Roberto Triulzi, 19. Patrick Howald, 27. Andre Roetheli.

Rozhodčí: Tor Hansen (NOR) – Janne Rautavuori (FIN), Šamil Šakirov (URS)

Vyloučení: 5:6 (1:0)

Diváků: 2 700
 SSSR –  USA 	12:2 (6:0, 2:1, 4:1)
23. dubna 1991 (19:00) – Helsinky (Helsingin jäähalli)

Branky SSSR: 7. Sergej Makarov, 13. Valerij Kmenskij, 13. Ditrij Mironov, 15. Alexej Kasatonov, 19. Igor Kravčuk, 20. Vjačeslav Bucajev, 27. Vjačeslav Kozlov, 32. Alexej Žamnov, 41. Alexandr Sema, 44. Vjačeslav Kozlov, 57. Vjačeslav Bucajev, 60. Dmitrij Mironov.

Branky USA: 29. Brian Mullen, 47. Jeremy Roenick.

Rozhodčí: Borje Johansson (SWE) – Richard Schütz (GER), Roland Stadler (SUI)

Vyloučení: 5:11 (2:1, 1:0)

Diváků: 8 300
 ČSFR -  Švédsko 	1:2 (0:0, 0:1, 1:1)
25. dubna 1991 (15:00) – Turku (Typhoon)

Branky a nahrávky ČSFR: 53:08 Richard Šmehlík (David Volek).

Branky a nahrávky Švédska: 28:12 Thomas Rundqvist (Mats Näslund), 41:03 Thomas Rundqvist (Håkan Loob).

Rozhodčí: Nikolaj Morozov (URS) – Sergej Feofanov (URS), Richard Schütz (GER)

Vyloučení: 9:6 (1:1) + František Musil na 10 min.

Diváků: 5 000
ČSFR: Petr Bříza – Jiří Šlégr, František Musil, Stanislav Medřík, Josef Řezníček, Bedřich Ščerban, Richard Šmehlík – Josef Beránek, Jiří Kučera, Petr Vlk – Petr Rosol, Robert Reichel, Jiří Doležal – David Volek, Bobby Holík, Ladislav Lubina – Ľubomír Kolník, Radek Ťoupal, Richard Žemlička.
Švédsko: Rolf Ridderwall – Tomas Jonsson, Nicklas Lidström, Kenneth Kennholt, Fredrik Stillman, Kjell Samuelsson, Peter Andersson – Håkan Loob, Thomas Rundqvist, Mats Näslund – Mats Sundin, Bengt-Ake Gustafsson, Jan Viktorsson – Mikael Johansson, Pelle Eklund, Johan Garpenlöv – Patrick Erickson, Charles Berglund, Anders Carlsson.
 Švýcarsko –  USA 	2:4 (1:3, 1:0, 0:1)
25. dubna 1991 (15:00) – Tampere (Tampereen jäähalli)

Branky Švýcarska: 3. Joerg Eberle, 37. Tomáš Vrabec.

Branky USA: 6. Danton Cole, 12. [Brian Mullen, 15. Tony Amonte, 59. Jeremy Roenick.

Rozhodčí: Dave Lynch (CAN) – Francis Reppa (CAN), Johan Enestedt (SWE)

Vyloučení: 4:5 (1:1)

Diváků: 6 686
 Finsko –  Německo		6:0 (0:0, 3:0, 3:0)
25. dubna 1991 (19:00) – Tampere (Tampereen jäähalli)

Branky Finska: 22. Teppo Numminen, 30. Raimo Summanen, 34. Jari Kurri, 53. Jari Kurri, 54. Mika Nieminen, 60. Christian Ruuttu.

Rozhodčí: Borje Johansson (SWE) – Josef Furmánek (TCH), Šamil Šakirov (URS)

Vyloučení: 6:5 (0:0, 1:0)

Diváků: 8 044
 SSSR –  Kanada 	5:3 (3:1, 0:1, 2:1)
25. dubna 1991 (19:00) – Turku (Typhoon)

Branky SSSR: 2. Adrej Lomakin, 11. Alexej Žamnov, 20. Alexej Kasatonov, 50. Alexej Žamnov, 55. Alexej Gusarov.

Branky Kanady: 20. [Theoren Fleury, 38. Stephen Larmer, 43. Trevor Linden.

Rozhodčí: Seppo  Mäkelä (FIN) – Scott Zelkin (USA), Christer Lärking (SWE)

Vyloučení: 8:6 (1:2)

Diváků: 10 400
 Německo –  USA 	4:4 (1:1, 2:3, 1:0)
26. dubna 1991 (15:00) – Tampere (Tampereen jäähalli)

Branky Německa: 8. Ernst Köpf, 22. Bernd Trunschka, 30. Thomas Randl, 47. Markus Berwanger.

Branky USA: 12. Eric Weinrich, 25. Danton Cole, 32. Danton Col, 39. Jeremy Roenick.

Rozhodčí: Nikolaj Morozov (URS) – Andreas Enestedt (SWE), Jyrki Ingman (FIN)

Vyloučení: 2:2 (2:2) + Craig Wolanin na 10 min.

Diváků: 6 800
 Kanada –  Švédsko 	3:3 (2:1, 0:2, 1:0)	
26. dubna 1991 (15:00) – Turku (Typhoon)

Branky Kanady: 9. Steve Thomas, 10. Geoff Courtnall, 41. Steve Larmer.

Branky Švédska: 4. Anders Carlsson, 23. Kjell Samuelsson, 26. Thomas Rundqvist.

Rozhodčí: Don Adam (USA) – Sergej Feofanov (URS), Šamil Šakirov (URS)

Vyloučení: 6:6

Diváků: 11 100
 ČSFR -  SSSR 	2:6 (1:2, 0:2, 1:2)
26. dubna 1991 (19:00) – Turku (Typhoon)

Branky a nahrávky ČSFR: 11:26 Bobby Holík (David Volek, Richard Šmehlík), 53:26 David Volek (Bobby Holík).

Branky a nahrávky SSSR: 5:20 Alexandr Semak (Dmitrij Mironov), 15:10 Sergej Makarov, 23:14 Ilja Bjakin (Sergej Makarov, Alexej Žamnov), 23:50 Vjačeslav Bucajev (Valerij Zelepukin, Dmitrij Kvartalnov), 42:01 Alexej Kasatonov (Sergej Makarov), 57:45 Sergej Makarov (Alexej Gusarov).

Rozhodčí: Borje Johansson (SWE) – Roland Stalder (SUI), Janne Rautavuori (FIN)

Vyloučení: 5:5 (1:1, 0:1)

Diváků: 10 000
ČSFR: Petr Bříza – Jiří Šlégr, František Musil, Josef Řezníček, Stanislav Medřík, Richard Šmehlík, Bedřich Ščerban – Josef Beránek, Jiří Kučera, Petr Vlk – Petr Rosol, Robert Reichel, Jiří Doležal – David Volek, Bobby Holík, Ladislav Lubina – Ľubomír Kolník, Radek Ťoupal, Richard Žemlička.
SSSR: Andrej Trefilov – Alexej Gusarov, Vjačeslav Fetisov, Igor Kravčuk, Dmitrij Mironov, Alexej Kasatonov, Vladimir Konstantinov, Vladimir Malachov, Ilja Bjakin – Pavel Bure, Vjačeslav Bykov, Valerij Kamenskij – Sergej Němčinov, Alexandr Semak, Andrej Lomakin – Sergej Makarov, Alexej Žamnov, Vjačeslav Kozlov – Dmitrij Kvartalnov, Vjačeslav Bucajev, Valerij Zelepukin.
 Švýcarsko –  Finsko		1:6 (0:1, 0:2, 1:3)
26. dubna 1991 (19:00) – Tampere (Tampereen jäähalli)

Branky Švýcarska: 47. Tomáš Vrabec.

Branky Finska: 2. Christian Ruuttu, 25. Christian Ruuttu, 31. Teemu Selänne, 43. Teemu Selänne, 44. Hannu Järvenpää, 48. Risto Kurkinen.

Rozhodčí: Jiří Lípa (TCH) - Scott Zelkin (USA), Josef Furmánek (TCH)

Vyloučení: 4:5

Diváků: 8 000
 USA –  Finsko		2:1 (1:1, 0:0, 1:0)
28. dubna 1991 (15:00) – Turku (Typhoon)

Branky USA: 3. Kevin Miller, 52. Todd Krygier.

Branky Finska: 4. Christian Ruuttu.

Rozhodčí: Dave Lynch (CAN) – Francis Reppa (CAN), Šamil Šakirov (URS)

Vyloučení: 9:8

Diváků: 11 800
 Švýcarsko –  Německo	5:2 (2:0, 2:0, 1:2)
28. dubna 1991 (15:00) – Tampere (Tampereen jäähalli)

Branky Švýcarska: 6. Gil Montandon, 13. Alfred Lüthi, 26. Joerg Eberle, 40. Alfred Lüthi, 46. Patrick Howald.

Branky Německa: 54. Alex Kammerer, 56. Raimund Hilger.

Rozhodčí: Seppo Mäkelä – Jyrki Ingman (FIN), Janne Rautavuori (FIN)

Vyloučení: 9:6 (1:1)

Diváků: 2 500
 ČSFR -  Kanada 	4:3 (0:0, 3:3, 1:0)
28. dubna 1991 (19:00) – Tampere (Tampereen jäähalli)

Branky a nahrávky ČSFR: 31:47 František Musil (Josef Beránek, Jiří Doležal), 36:36 Jiří Doležal (Petr Rosol, Robert Reichel), 37:16 Jiří Doležal (Robert Reichel, Petr Rosol), 41:20 Jiří Doležal (Robert Reichel, Petr Rosol).

Branky a nahrávky Kanady: 22:55 Steven Bozek (Theoren Fleury, Doug Lidster), 32:29 Cliff Ronning (Trevor Linden), 33:47 Joe Sakic (Steve Larmer, Steve Konroyd).

Rozhodčí: Bernd Schnieder (GER) – Christer Lärking (SWE), Johan Enestedt (SWE)

Vyloučení: 3:2 (0:0)

Diváků: 5 000
ČSFR: Petr Bříza – Jiří Šlégr, František Musil, Stanislav Medřík, Josef Řezníček, Richard Šmehlík, Bedřich Ščerban – Josef Beránek, Jiří Kučera, Petr Vlk – Petr Rosol, Robert Reichel, Jiří Doležal – David Volek, Bobby Holík, Ladislav Lubina – Ľubomír Kolník, Radek Ťoupal, Richard Žemlička.
Kanada: Craig Billington – Brad Schlegel, Steve Konroyd, Doug Lidster, Yves Racine, Trent Yawney, Jamie Macoun – Steve Larmer, Joe Sakic, Steve Thomas – Trevor Linden, Dave Archibald, Steve Bozek – Theoren Fleury, Cliff Ronning, Geoff Courtnall – Randy Smith.
 SSSR –  Švédsko 	5:5 (1:0, 2:2, 2:3)
28. dubna 1991 (19:00) – Turku (Typhoon)

Branky SSSR: 11. Vjačeslav Bykov, 21. Valerij Kamenskij, 22. Dmitrij Mironov, 41. Vjačeslav Bykov, 54. Pavel Bure.

Branky Švédska: 31. Per-Erik Eklund, 32. Calle Johansson, 43. Mats Näslund, 48. Mikael Johansson, 57. Thomas Rundqvist.

Rozhodčí: Don Adam (USA) – Scott Zelkin (USA), Richard Schütz (GER)

Vyloučení: 4:7 (1:2)

Diváků: 9 900

### Finále
|    |         | SWE | CAN | URS | USA | V | R | P | Skóre | B |
| 1. | Švédsko | *** | 3:3 | 2:1 | 8:4 | 2 | 1 | 0 | 13:8  | 5 |
| 2. | Kanada  | 3:3 | *** | 3:3 | 9:4 | 1 | 2 | 0 | 15:10 | 4 |
| 3. | SSSR    | 1:2 | 3:3 | *** | 6:4 | 1 | 1 | 1 | 10:9  | 3 |
| 4. | USA     | 4:8 | 4:9 | 4:6 | *** | 0 | 0 | 3 | 12:23 | 0 |

 SSSR –  USA 	6:4 (4:2, 2:2, 0:0)
30. dubna 1991 (15:00) – Turku (Typhoon)

Branky SSSR: 5. Vjačeslav Fetisov, 6. Dmitrij Mironov, 12. Sergej Němčinov, 13. Vjačeslav Fetisov, 21. Vjačeslav Bykov, 32. Vjačeslav Kozlov.

Branky USA: 14. Craig Wolanin, 15. Joe Sacco,, 26. Brian Mullen, 27. Tom Fitzgerald.

Rozhodčí: Borje Johansson (SWE) – Johan Enestedt (SWE), Christer Lärking (SWE)

Vyloučení: 7:8 (3:0)

Diváků: 8 200
 Švédsko –  Kanada 	3:3 (0:1, 1:1, 2:1)
30. dubna 1991 (19:00) – Turku (Typhoon)

Branky Švédska: 38. Jan Viktorsson, 44. Mats Sundin, 46. Thomas Rundqvist.

Branky Kanady: 14. Theoren Fleury, 24. Jamie Macoun, 48. Jamie Macoun.

Rozhodčí: Seppo Mäkälä (FIN) – Šamil Šakirov (URS), Richard Schütz (GER)

Vyloučení: 3:6 (0:2)

Diváků: 8 400
 Švédsko –  USA 	8:4 (2:0, 4:2, 2:2)
2. května 1991 (15:00) – Turku (Typhoon)

Branky Švédska: 11. Kenneth Kennholt, 12. Johan Garpenlöv, 21. Nicklas Lidström, 28. Mats Sundin, 28. Mikael Johansson, 34. Thomas Rundqvist, 43. Nicklas Lidström, 53. Jonas Bergkvist.

Branky USA: 31. Jeremy Roenick, 35. Kevin Miller, 55. Danton Cole, 58. Mike McNeill.

Rozhodčí: Dave Lynch (CAN) – Sergej Feofanov (URS), Šamil Šakirov (URS)

Vyloučení: 11:10 (4:2)

Diváků: 10 200
 Kanada –  SSSR 	3:3 (1:1, 1:2, 1:0)
2. května 1991 (19:00) – Turku (Typhoon)

Branky Kanady: 19:43 Marray Craven, 21:24 Jamie Macoun, 51:04 Joe Sakic.

Branky SSSR: 08:17 Vjačeslav Bykov, 28:34 Valerij Kamenskij, 32:35 Alexandr Semak.

Rozhodčí: Don Adam (USA) – Johan Enestedt (SWE), Christer Lärking (SWE)

Vyloučení: 10:7 (1:1) + Valerij Zelepukin na 5 min.

Diváků: 10 600
 USA –  Kanada 	4:9 (1:2, 2:4, 1:3)
4. května 1991 (13:00) – Turku (Typhoon)

Branky USA: 2:36 Shawn McEachern, 23:58 Craig Wolanin, 31. Todd Krygier, 46. Shawn McEachern.

Branky Kanady: 02:49 Russ Courtnall, 10:49 Steve Thomas, 22. Steve Larmer, 31:30 Trent Yawney, 33:53 Theoren Fleury, 34:40 Joe Sakic, 57:26 Steve Thomas, 59:45 Steve Thomas, 60:00 Jamie Macoun.

Rozhodčí: Nikolaj Morozov (URS) – Johan Enestedt (SWE), Christer Lärking (SWE)

Vyloučení: 5:7 (0:1, 0:1)

Diváků: 10 800
 Švédsko –  SSSR 	2:1 (1:1, 0:0, 1:0)
4. května 1991 (17:00) – Turku (Typhoon)

Branky Švédska: 2:30 Jonas Bergkvist, 49:37 Mats Sundin.

Branky SSSR: 10:10 Alexandr Semak.

Rozhodčí: Seppo Mäkelä (FIN) – Janne Rautavuori (FIN), Richard Schütz (GER)

Vyloučení: 4:2 (0:1) + Vladimir Konstantinov na 5 min. a do konce utkání

Diváků: 10 800

### O 5. - 8. místo
|    |           | FIN | TCH | SUI | GER | V | R | P | Skóre | B  |
| 5. | Finsko    | *** | 3:2 | 6:2 | 4:2 | 6 | 1 | 3 | 35:21 | 13 |
| 6. | ČSFR      | 2:3 | *** | 3:4 | 4:1 | 4 | 0 | 6 | 28:27 | 8  |
| 7. | Švýcarsko | 2:6 | 4:3 | *** | 3:3 | 2 | 1 | 7 | 22:38 | 5  |
| 8. | Německo   | 2:4 | 1:4 | 3:3 | *** | 0 | 2 | 8 | 19:51 | 2  |

- Utkání ze základní části se započítávala.

 Finsko –  Německo 	4:2 (2:1, 0:1, 2:0)
29. dubna 1991 (15:00) – Turku (Typhoon)

Branky Finska: 8. Christian Ruuttu, 13. Hannu Henriksson, 57. Jari Kurri, 60. Christian Ruuttu.

Branky Německa: 11. Dieter Hegen, 37. Peter Draisaitl.

Rozhodčí: Tor Hansen (NOR) – Roland Stadler (SUI), Josef Furmánek (TCH)

Vyloučení: 5:5 (1:1)

Diváků: 7 300
 ČSFR –  Švýcarsko	3:4 (1:0, 0:2, 2:2)
29. dubna 1991 (19:00) – Turku (Typhoon)

Branky a nahrávky ČSFR: 10:52 Jiří Šlégr, 45. Bobby Holík, 58. Petr Rosol (Richard Šmehlík).

Branky a nahrávky Švýcarska: 27. Andreas Ton (Joerg Eberle), 31. Andreas Ton (Sandro Bertaggia), 47. Patrick Howald (Martin Rauch), 52. Samuel Balmer (Ton, Joerg Eberle).

Rozhodčí: Dave Lynch (CAN) – Scott Zelkin (USA), Sergej Feofanov (URS)

Vyloučení: 7:7 (1:1) + František Musil na 10 min.

Diváků: 5 800
ČSFR: Petr Bříza – Jiří Šlégr, František Musil, Stanislav Medřík, Josef Řezníček, Richard Šmehlík, Bedřich Ščerban – Josef Beránek, Jiří Kučera, Petr Vlk – Petr Rosol, Robert Reichel, Jiří Doležal – David Volek, Bobby Holík, Ladislav Lubina – Ľubomír Kolník, Radek Ťoupal, Richard Žemlička.
Švýcarsko: Reto Pavoni – Sandro Bertaggia, Samuel Balmer, Sven Leuenberger, Martin Rauch, Doug Honegger, Richard Tschumi, Andreas Beutler, Didier Massy – Joerg Eberle, Alfred Lüthi, Andreas Ton – Tomáš Vrabec, Gil Montandon, Patrick Howald – [Petr Jaks, Christian Weber, Manuele Celio – Raymond Walder, Andre Roetheli, Roberto Triulzi.
 ČSFR -  Německo		4:1 (3:0, 0:0, 1:1)
1. května 1991 (15:00) – Turku (Typhoon)

Branky a nahrávky ČSFR: 1:47 David Volek (Bobby Holík), 2:05 Richard Žemlička (Ľubomír Kolník), 2:24 Petr Rosol (Josef Beránek), 46:23 Richard Žemlička (Radek Ťoupal, Josef Řezníček).

Branky a nahrávky Německa: 51:07 Dieter Hegen (Peter Draisaitl).

Rozhodčí: Don Adam (USA) – Jyrki Ingman (FIN), Janne Rautavuori (FIN)

Vyloučení: 11:9 (1:0) + Jiří Šlégr a Michael Rumrich na 10 min. a do konce utkání.

Diváků: 6 900
ČSFR: Oldřich Svoboda – Jiří Šlégr, Stanislav Medřík, František Musil, Josef Řezníček, Richard Šmehlík, Bedřich Ščerban – Petr Rosol, Josef Beránek, Jiří Doležal – Richard Žemlička, Jiří Kučera, Petr Vlk – David Volek, Bobby Holík, Ladislav Lubina – Ľubomír Kolník, Radek Ťoupal.
Německo: Joseph Heiss – Andreas Niederberger, Michael Schmidt, Udo Kießling, Andreas Pokorn, Marco Rentzsch, Bernd Wagner, Jörg Mayr, Jan Schertz – Bernd Trunschka, Peter Draisaitl, Dieter Hegen – Ernst Köpf, Thomas Brandl, Alex Kammerer – Thomas Werner, Markus Berwange], Raimund Hilger – Günter Oswald, Michael Rumrich, Mario Naster.
 Finsko –  Švýcarsko	6:2 (1:1, 1:0, 4:1)
1. května 1991 (19:00) – Turku (Typhoon)

Branky Finska: 17. Mika Nieminen, 25. Teemu Selänne, 41. Mika Nieminen, 46. Esa Keskinen, 48. Ville Siren, 52. Christian Ruuttu.

Branky Švýcarska: 20. Andreas Ton, 60. Gil Montandon.

Rozhodčí: Nikolaj Morozov (URS) – Sergej Feofanov (URS), Francis Reppa (CAN)

Vyloučení: 8:7 (2:2, 1:0)

Diváků: 10 600
 ČSFR -  Finsko		2:3 (0:1, 1:2, 1:0)
3. května 1991 (15:00) – Turku (Typhoon)

Branky a nahrávky ČSFR: 34:56 Ľubomír Kolník, 56:17 Josef Beránek (Bedřich Ščerban).

Branky a nahrávky Finska:  11:49 Risto Kurkinen (Timo Peltomaa, Jyrki Lumme), 21:21 Teemu Selänne (Esa Keskinen), 25:16 Teemu Selänne.

Roznodčí: Tor Hansen (NOR) – Francis Reppa (CAN), Richard Schütz (GER)

Vyloučení: 4:5 (0:1)

Diváků: 10 400
ČSFR: Oldřich Svoboda – Richard Šmehlík, František Musil, Stanislav Medřík, Josef Řezníček, Bedřich Ščerban – Petr Rosol, Josef Beránek, Jiří Doležal – Richard Žemlička, Jiří Kučera, Petr Vlk – David Volek, Bobby Holík, Lubina – Ľubomír Kolník, Radek Ťoupal.
Finsko: Markus Ketterer – Ville Sirén, Jyrki Lumme, Teppo Numminen, Timo Jutila, Arto Ruotanen, Hannu Henriksson, Pauli Järvinen – Jari Kurri, Mika Nieminen, Hannu Järvenpää – Teemu Selänne, Esa Keskinen, Raimo Summanen – Timo Peltomaa, Christian Ruuttu, Risto Kurkinen – Pekka Tuomisto.
 Německo –  Švýcarsko	3:3 (0:0, 2:1, 1:2)
3. května 1991 (19:00) – Turku (Typhoon)

Branky Německa: 24. Thomas Werner, 39. Raimund Hilger, 55. Bernd Trunschka.

Branky Švýcarska: 26. Manuele Celio, 48. a 50. Roberto Triulzi.

Rozhodčí: Seppo Mäkelä (FIN) – Jyrki Ingman (FIN), Janne Rautavuori (FIN)

Vyloučení: 7:8 (0:2) + Markus Berwanger na 10 min.

Diváků: 7 400

### Mistrovství Evropy
|    |           | URS | SWE | FIN | TCH | SUI | GER | V | R | P | Skóre | B |
| 1. | SSSR      | *** | 5:5 | 3:0 | 6:2 | 3:1 | 7:3 | 4 | 1 | 0 | 24:11 | 9 |
| 2. | Švédsko   | 5:5 | *** | 4:4 | 2:1 | 4:3 | 8:1 | 3 | 2 | 0 | 23:14 | 8 |
| 3. | Finsko    | 0:3 | 4:4 | *** | 2:0 | 6:1 | 6:0 | 3 | 1 | 1 | 18:13 | 7 |
| 4. | ČSFR      | 2:6 | 1:2 | 0:2 | *** | 4:1 | 7:1 | 2 | 0 | 3 | 14:12 | 4 |
| 5. | Švýcarsko | 1:3 | 3:4 | 1:6 | 1:4 | *** | 5:2 | 1 | 0 | 4 | 11:19 | 2 |
| 6. | Německo   | 3:7 | 1:8 | 0:6 | 1:7 | 2:5 | *** | 0 | 0 | 5 | 7:33  | 0 |

## Statistiky

### Nejlepší hráči podle direktoriátu IIHF
| Brankář | Markus Ketterer   |
| Obránce | James Macoun      |
| Útočník | Valerij Kamenskij |

### All Stars
| Brankář         | Sean Burke        |
| Levý obránce    | Vjačeslav Fetisov |
| Pravý obránce   | Alexej Kasatonov  |
| Levé křídlo     | Jari Kurri        |
| Střední útočník | Thomas Rundqvist  |
| Pravé křídlo    | Valerij Kamenskij |

### Kanadské bodování
| Poř. | Kanadské bodování | Branky | Přihrávky | Body |
| ---- | ----------------- | ------ | --------- | ---- |
| 1.   | Mats Sundin       | 7      | 5         | 12   |
| 2.   | Jari Kurri        | 6      | 6         | 12   |
| 3.   | Valerij Kamenskij | 6      | 5         | 11   |
| 3.   | Teemu Selänne     | 6      | 5         | 11   |
| 3.   | Joe Sakic         | 6      | 5         | 11   |
| 6.   | Mika Nieminen     | 5      | 6         | 11   |
| 6.   | Jeremy Roenick    | 5      | 6         | 11   |
| 8.   | Pavel Bure        | 3      | 8         | 11   |
| 9.   | Christian Ruuttu  | 7      | 3         | 10   |
| 10.  | Thomas Rundqvist  | 6      | 4         | 10   |

### Soupiska Švédska
1.  Švédsko

Brankáři: Peter Lindmark, Rolf Ridderwall, Tommy Söderström.

Obránci: Tomas Jonsson, Nicklas Lidström, Kenneth Kennholt, Peter Andersson, Kjell Samuelsson, Fredrik Stillman, Calle Johansson.

Útočníci: Thomas Rundqvist, Per-Erik Eklund, Håkan Loob, Bengt-Åke Gustafsson, Jonas Bergkvist, Patrick Erickson, Charles Berglund, Jan Viktorsson, Anders Carlsson, Mikael Johansson, Mats Näslund, Mats Sundin, Johan Garpenlöv.

Trenéři: Cony Evensson, Curt Lundmark.

### Soupiska Kanady
2.  Kanada

Brankáři: Sean Burke, Mike Vernon, Craig Billington.

Obránci: Doug Lidster, Rob Blake, Steve Konroyd, Ric Nattress, Trent Yawney, Brad Schlegel, Yves Racine, Jamie Macoun.

Útočníci: Russ Courtnall, Geoff Courtnall, Dave Archibald, Theoren Fleury, Trevor Linden, Joe Sakic, Randy Smith, Steve Thomas, Steve Larmer, Marray Craven, Steve Bozek.

Trenéři: Dave King, Carpenter.

### Soupiska SSSR
3.  SSSR

Brankáři: Andrej Trefilov, Vladimir Myškin, Alexej Marjin.

Obránci: Vjačeslav Fetisov, Igor Kravčuk, Vladimir Malachov, Alexej Gusarov, Ilja Bjakin, Alexej Kasatonov, Dmitrij Mironov, Vladimir Konstantinov.

Útočníci: Vjačeslav Kozlov, Pavel Bure, Sergej Němčinov, Valerij Kamenskij, Dmitrij Kvartalnov, Andrej Lomakin, Alexandr Semak, Vjačeslav Bucajev, Sergej Makarov, Alexej Žamnov, Vjačeslav Bykov, Valerij Zelepukin.

Trenéři: Viktor Tichonov, Igor Dmitrijev.

### Soupiska USA
4.  USA

Brankáři: Damian Rhodes, Scott Gordon, John Vanbiesbrouck.

Obránci: David Tretowicz, Eric Weinrich, Craig Wolanin, Tom Pederson, Moe Mantha, Guy Gosselin, David Williams.

Útočníci: Tony Amonte, David Maley, David Emma, Doug Brown, Tom Fitzgerald, Joe Sacco, Mike McNeill, Shawn McEachern, Todd Krygier, Danton Cole, Brian Mullen, Kevin Miller, Jeremy Roenick.

Trenéři: Tim Taylor, Craig.

### Soupiska Finska
5.  Finsko

Brankáři: Kari Takko, Sakari Lindfors, Markus Ketterer.

Obránci: Teppo Numminen, Hannu Henriksson, Timo Jutila, Arto Ruotanen, Ville Sirén, Hannu Virta, Jyrki Lumme.

Útočníci: Teemu Selänne, Teppo Kivelä, Pauli Järvinen, Mika Nieminen, Hannu Järvenpää, Jari Kurri, Pekka Tuomisto, Christian Ruuttu, Pekka Tirkkonen, Raimo Summanen, Esa Keskinen, Timo Peltomaa, Risto Kurkinen.

Trenéři: Penti Matikainen.

### Soupiska ČSFR
6.  ČSFR

Brankáři: Petr Bříza, Oldřich Svoboda, Milan Hnilička,

Obránci: Leo Gudas, Richard Šmehlík, Josef Řezníček, Stanislav Medřík,  – Bedřich Ščerban, Jiří Šlégr, František Musil.

Útočníci: Petr Rosol, Jiří Kučera, Jiří Doležal, Radek Ťoupal, David Volek, Petr Vlk, Josef Beránek, Richard Žemlička, Libor Dolana, Ladislav Lubina, Ľubomír Kolník, Robert Reichel, Bobby Holík.

Trenéři: Stanislav Neveselý, Josef Horešovský.

### Soupiska Švýcarska
7.  Švýcarsko

Brankáři: Christophe Wahl, Reto Pavoni, Renato Tosio.

Obránci: Martin Rauch, Sandro Bertaggia, Sven Leuenberger, Andreas Beutler, Richard Tschumi, Samuel Balmer, Doug Honegger, Didier Massy.

Útočníci: Christian Weber, Raymond Walder, Patrick Howald, Roberto Triulzi, Thomas Vrabec, Andreas Ton, Peter Jaks, Alfred Lüthi, Gil Montandon, Jörg Eberle, André Rötheli, Manuele Celio.

Trenéři: Hans Lindberg, Juhani Tamminen.

### Soupiska Německa
8.  Německo

Brankáři: Helmut de Raaf, Klaus Merk, Joseph Heiss.

Obránci: Andreas Pokorny, Udo Kießling, Bernd Wagner, Jörg Mayr, Andreas Niederberger, Marco Rentzsch, Michael Schmidt.

Útočníci: Thomas Brandl, Ernst Köpf, Günter Oswald, Bernd Trunschka, Raimund Hilger, Peter Draisaitl, Alex Kammerer, Markus Berwanger, Dieter Hegen, Mario Naster, Jan Schertz, Thomas Werner, Michael Rumrich.

Trenéři: Ladislav Olejník, Erich Kühnhackl.

## MS Skupina B
|    |            | ITA  | NOR | FRA | POL | AUT | YUG  | NED  | JPN | V | R | P | Skóre | B  |
| 1. | Itálie     | ***  | 4:3 | 5:1 | 2:1 | 5:1 | 13:3 | 13:0 | 7:1 | 7 | 0 | 0 | 49:10 | 14 |
| 2. | Norsko     | 3:4  | *** | 3:2 | 4:2 | 1:3 | 5:1  | 4:0  | 6:1 | 5 | 0 | 2 | 26:13 | 10 |
| 3. | Francie    | 1:5  | 2:3 | *** | 4:2 | 3:2 | 4:2  | 9:1  | 5:3 | 5 | 0 | 2 | 28:18 | 10 |
| 4. | Polsko     | 1:2  | 2:4 | 2:4 | *** | 2:1 | 6:3  | 4:1  | 7:0 | 4 | 0 | 3 | 24:15 | 8  |
| 5. | Rakousko   | 1:5  | 3:1 | 2:3 | 1:2 | *** | 6:1  | 6:4  | 2:2 | 3 | 1 | 3 | 21:18 | 7  |
| 6. | Jugoslávie | 3:13 | 1:5 | 2:4 | 3:6 | 1:6 | ***  | 3:1  | 5:1 | 2 | 0 | 5 | 18:36 | 4  |
| 7. | Nizozemsko | 0:13 | 0:4 | 1:9 | 1:4 | 4:6 | 1:3  | ***  | 2:1 | 1 | 0 | 6 | 9:40  | 2  |
| 8. | Japonsko   | 1:7  | 1:6 | 3:5 | 0:7 | 2:2 | 1:5  | 1:2  | *** | 0 | 1 | 6 | 9:34  | 1  |

 Rakousko -  Japonsko 2:2 (1:0, 1:2, 0:0)
28. března 1991 – Bled
 Francie -  Polsko 4:2 (0:0, 0:0, 4:2)
28. března 1991 – Lublaň
 Itálie -  Nizozemsko 13:0 (3:0, 7:0, 3:0)
28. března 1991 – Jesenice
 Norsko -  Jugoslávie 5:1 (2:0, 0:0, 3:1)
28. března 1991 – Lublaň
 Polsko -  Rakousko 2:1 (1:0, 0:1, 1:0)
29. března 1991 – Lublaň
 Nizozemsko -  Norsko 0:4 (0:1, 0:1, 0:2)
29. března 1991 – Bled
 Francie -  Jugoslávie 4:2 (3:0, 0:1, 1:1)
29. března 1991 – Jesenice
 Japonsko -  Itálie 2:7 (0:3, 0:1, 2:3)
29. března 1991 – Lublaň
 Francie -  Nizozemsko 9:1 (4:0, 4:1, 1:0)
31. března 1991 – Lublaň
 Itálie -  Polsko 2:1 (1:1, 0:0, 1:0)
31. března 1991 – Bled
 Rakousko -  Jugoslávie 6:1 (4:0, 2:0, 0:1)
31. března 1991 – Lublaň
 Norsko -  Japonsko 6:1 (3:1, 2:0, 1:0)
31. března 1991 – Jesenice
 Nizozemsko -  Rakousko 4:6 (2:1, 1:1, 1:4)
1. dubna 1991 - Lublaň
 Itálie -  Jugoslávie 13:3 (4:1, 6:2, 3:0)
1. dubna 1991 - Lublaň
 Japonsko -  Francie 3:5 (1:3, 1:1, 1:1)
2. dubna 1991 – Lublaň
 Polsko -  Norsko 2:4 (0:0, 0:1, 2:3)
2. dubna 1991 - Lublaň
 Itálie -  Rakousko 5:1 (0:1, 3:0, 2:0)
3. dubna 1991 - Lublaň
 Jugoslávie -  Polsko 3:6 (0:3, 2:2, 1:1)
3. dubna 1991 - Lublaň
 Japonsko -  Nizozemsko 1:2 (0:1, 1:1, 0:0)
4. dubna 1991 – Lublaň
 Norsko -  Francie 3:2 (1:1, 1:0, 1:1)
4. dubna 1991 - Lublaň
 Jugoslávie -  Japonsko 5:1 (2:0, 1:1, 2:0)
5. dubna 1991 – Lublaň
 Francie -  Itálie 1:5 (1:0, 0:2, 0:3)
5. dubna 1991 - Lublaň
 Nizozemsko -  Polsko 1:4 (1:0, 0:1, 0:3)
6. dubna 1991 – Lublaň
 Rakousko -  Norsko 3:1 (1:1, 1:0, 1:0)
6. dubna 1991 - Lublaň
 Norsko -  Itálie 3:4 (1:1, 2:2, 0:1)
7. dubna 1991 – Lublaň
 Jugoslávie -  Nizozemsko 3:1 (2:0, 0:1, 1:0)
7. dubna 1991 – Lublaň
 Polsko -  Japonsko 7:0 (2:0, 2:0, 3:0)
7. dubna 1991 – Bled
 Rakousko -  Francie 2:3 (1:2, 1:0, 0:1)
7. dubna 1991 – Jesenice

## MS Skupina C
|    |                | DEN  | CHN  | ROM  | BUL  | GBR  | HUN  | PRK  | KOR  | BEL  | V | R | P | Skóre  | B  |
| 1. | Dánsko         | ***  | 2:2  | 8:2  | 7:3  | 3:2  | 8:1  | 11:1 | 15:1 | 17:1 | 7 | 1 | 0 | 71:13  | 15 |
| 2. | Čína           | 2:2  | ***  | 1:3  | 4:3  | 6:4  | 4:3  | 3:2  | 9:1  | 15:5 | 6 | 1 | 1 | 44:23  | 13 |
| 3. | Rumunsko       | 2:8  | 3:1  | ***  | 3:1  | 5:6  | 6:1  | 7:2  | 11:3 | 14:0 | 6 | 0 | 2 | 51:22  | 12 |
| 4. | Bulharsko      | 3:7  | 3:4  | 1:3  | ***  | 5:4  | 4:3  | 1:1  | 4:2  | 14:2 | 4 | 1 | 3 | 35:26  | 9  |
| 5. | Velká Británie | 2:3  | 4:6  | 6:5  | 4:5  | ***  | 3:3  | 7:2  | 7:1  | 11:0 | 4 | 1 | 3 | 44:25  | 9  |
| 6. | Maďarsko       | 1:8  | 3:4  | 1:6  | 3:4  | 3:3  | ***  | 6:2  | 9:4  | 11:1 | 3 | 1 | 4 | 37:32  | 7  |
| 7. | KLDR           | 1:11 | 2:3  | 2:7  | 1:1  | 2:7  | 2:6  | ***  | 7:0  | 12:0 | 2 | 1 | 5 | 29:35  | 5  |
| 8. | Jižní Korea    | 1:15 | 1:9  | 3:11 | 2:4  | 1:7  | 4:9  | 0:7  | ***  | 7:2  | 1 | 0 | 7 | 19:64  | 2  |
| 9. | Belgie         | 1:17 | 1:15 | 0:14 | 2:14 | 0:11 | 1:11 | 0:12 | 2:7  | ***  | 0 | 0 | 8 | 11:101 | 0  |

 Maďarsko -  Belgie 11:1 (4:0, 2:1, 5:0)
23. března 1991 – Kodaň
 Dánsko -  Jižní Korea 15:1 (6:0, 3:1, 6:0)
23. března 1991 – Kodaň
 Čína -  Velká Británie 6:5 (3:2, 1:0, 2:3)
23. března 1991 – Kodaň
 Rumunsko -  Belgie 14:0 (7:0, 5:0, 2:0)
24. března 1991 – Kodaň
 Velká Británie -  KLDR 7:2 (2:0, 3:1, 2:1)
24. března 1991 – Kodaň
 Bulharsko -  Čína 3:4 (1:1, 1:1, 1:2)
24. března 1991 – Kodaň
 Jižní Korea -  Maďarsko 4:9 (2:1, 2:3, 0:5)
25. března 1991 – Kodaň
 KLDR -  Rumunsko 2:7 (0:5, 2:0, 0:2)
25. března 1991 – Kodaň
 Bulharsko -  Dánsko 3:7 (0:4, 1:1, 2:2)
25. března 1991 – Kodaň
 Jižní Korea -  Belgie 7:2 (1:1, 2:0, 4:1)
26. března 1991 – Kodaň
 Maďarsko -  Čína 3:4 (1:0, 2:2, 0:2)
26. března 1991 – Kodaň
 Velká Británie -  Dánsko 2:3 (0:0, 0:1, 2:2)
26. března 1991 – Kodaň
 Bulharsko -  Rumunsko 1:3 (0:2, 0:0, 1:1)
27. března 1991 – Kodaň
 Belgie -  Velká Británie 0:11 (0:3, 0:3, 0:5)
27. března 1991 – Kodaň
 KLDR -  Čína 2:3 (0:0, 1:3, 1:0)
27. března 1991 – Kodaň
 Dánsko -  KLDR 11:1 (4:0, 1:1, 6:0)
28. března 1991 – Kodaň
 Bulharsko -  Maďarsko 4:3 (0:1, 3:1, 1:1)
28. března 1991 – Kodaň
 Rumunsko –  Jižní Korea 11:3 (5:0, 1:0, 5:3)
28. března 1991 – Kodaň
 Dánsko -  Belgie 17:1 (6:0, 3:1, 8:0)
29. března 1991 – Kodaň
 Čína -  Jižní Korea 9:1 (4:0, 1:1, 4:0)
29. března 1991 – Kodaň
 Maďarsko -  Velká Británie 3:3 (1:1, 1:1, 1:1)
29. března 1991 – Kodaň
 Belgie -  KLDR 0:12 (0:1, 0:5, 0:6)
30. března 1991 – Kodaň
 Velká Británie -  Bulharsko 4:5 (3:2, 1:2, 0:1)
30. března 1991 – Kodaň
 Čína -  Rumunsko 1:3 (0:1, 1:1, 0:1)
30. března 1991 – Kodaň
 Dánsko -  Rumunsko 8:2 (4:0, 0:1, 4:1)
31. března 1991 – Kodaň
 Jižní Korea -  Bulharsko 2:4 (2:1, 0:3, 0:0)
31. března 1991 – Kodaň
 KLDR -  Maďarsko 2:6 (1:1, 0:3, 1:2)
31. března 1991 – Kodaň
 Maďarsko -  Dánsko 1:8 (0:2, 0:4, 1:2)
1. dubna 1991 - Kodaň
 Velká Británie –  Jižní Korea 7:1 (2:1, 3:0, 2:0)
1. dubna 1991 - Kodaň
 Belgie -  Čína 5:15 (2:6, 2:4, 1:5)
1. dubna 1991 - Kodaň
 Rumunsko -  Velká Británie 5:6 (2:2, 0:3, 3:1)
2. dubna 1991 – Kodaň
 KLDR -  Bulharsko 1:1 (1:0, 0:0, 0:1)
2. dubna 1991 – Kodaň
 Rumunsko -  Maďarsko 6:1 (2:0, 4:1, 0:0)
3. dubna 1991 – Kodaň
 Belgie -  Bulharsko 2:14 (2:6, 0:3, 0:5)
3. dubna 1991 – Kodaň
 Jižní Korea -  KLDR 0:7 (0:3, 0:2, 0:2)
3. dubna 1991 – Kodaň
 Čína -  Dánsko 2:2 (0:1, 1:1, 1:0)
3. dubna 1991 – Kodaň